# Aksana Papko
Oksana Vladimirovna Popko (nascida em 16 de novembro de 1988) é uma ciclista olímpica bielorrussa, que compete em ciclismo de pista. Representou sua nação nos Jogos Olímpicos de Verão de 2012, na prova de perseguição por equipes.